# Guaynabo
Guaynabo es un municipio del Estado Libre Asociado de Puerto Rico. Se divide en nueve barrios y Guaynabo Pueblo, es el centro administrativo del municipio de Guaynabo.

## Fundación
Las coordenadas 17°59′37″N 66°7′51″O / 17.99361, -66.13083. Para los taínos, la raíz Guay significaba «He aquí»; na significaba «lugar»; abo era lo mismo que decir «agua dulce», «río» o «vida». De ahí la exclamación de los acompañantes del cacique: «He aquí otro lugar de agua dulce». Para los indígenas de Borinquen los ríos eran un elemento vital, pues de ellos obtenían alimentos para su subsistencia así como les permitían su aseo personal.
Iniciado el proceso de colonización en 1508, Juan Ponce de León —designado al año siguiente Capitán General de Tierra y Mar de la Isla, y Gobernador en 1510— fundó Caparra, la primera población española en la isla, ubicada en el norte del actual municipio de Guaynabo. El poblado de Guaynabo se fundó en 1723 y se elevó al rango de municipio en 1769, separándolo del municipio de Río Piedras. En 1875, el municipio de Guaynabo se disolvió y su territorio se dividió entre Bayamón y Río Piedras. El pueblo de Guaynabo quedó dentro de Bayamón. Más tarde, en 1912, Guaynabo recuperó la categoría de municipio.

## Ubicación
Ubicado en la costa norte, limita con Cataño y la bahía de San Juan; al sur con Aguas Buenas; al oeste con Bayamón y al este con San Juan.

## Datos básicos
En 2010:
- Superficie: 70,2 kilómetros cuadrados (27,0 millas cuadradas)
- Población: 97 924 (censo del 2010)
- Densidad poblacional: 1425,2 habitantes por kilómetro cuadrado (3705,6 por milla cuadrada)
- Flor típica: amapola
- Fruta típica: mamey
- Plato típico: Patita de cerdo guisá
- Santo Patrón: San Pedro mártir de Verona

### Guaynabo City
Localmente se usa el término «Guaynabo City» para identificar al municipio. Esto surge como preferencia propia del entonces alcalde Héctor O'Neill García, que decidió traducir los letreros de tránsito en el casco de la ciudad, al igual que las patrullas de la policía municipal, al inglés. Hay que mencionar que en el año 1999 ya existían propuestas al Departamento de Bureau of Justice Assistance bajo Guaynabo City por un oficial llamado José L. Rios Gracia. 
Guaynabo tiene una ubicación privilegiada en el mismo centro del área metropolitana de San Juan. La ciudad de los conquistadores está rodeada por cuatro de las principales municipios de Puerto Rico: San Juan, Trujillo Alto, Caguas y Bayamón. Además, el municipio de Carolina queda bastante cerca. Esto permite a los guaynabeños trasladarse con relativa facilidad a los principales centros de trabajo y servicios del país. Además, los residentes de Guaynabo disfrutan de los beneficios de vivir en una Ciudad de Cinco Estrellas con muchos recursos económicos y poca criminalidad. De ahí que Guaynabo destaque por ser el municipio de la isla con mayor ingreso per cápita y mejor índice de preparación académica entre sus habitantes. En las décadas anteriores, mientras ciudades importantes como San Juan y Bayamón perdían población consistentemente, en Guaynabo ocurría lo contrario.

### Barrios
- Guaynabo Pueblo
- Camarones
- Frailes
- Guaraguao
- Hato Nuevo
- Mamey
- Pueblo Viejo
- Río
- Santa Rosa
- Sonadora

### Desparramamiento urbano
Al igual que muchos otros municipios, Guaynabo sufre un crecimiento descontrolado y un desparramamiento urbano sin planificación que ha provocado un aumento vertiginoso del tráfico diario. La falta de sentido estético en las edificaciones públicas hacen del municipio uno menos atractivo para vivir.

## Gobierno y administración
El Servicio Postal de los Estados Unidos gestiona dos oficinas de correos, Guaynabo y Caparra Heights, en Guaynabo.
La Agencia Federal de Prisiones gestiona el Centro Metropolitano de Detención, Guaynabo en Guaynabo.

### Alcaldes
| Término | Alcalde                    |
| ------- | -------------------------- |
| 1782    | Cayetano de la Sarna       |
| 1800    | Pedro Dávila               |
| 1812    | Dionisio Cátala            |
| 1816    | Angel Umpierre             |
| 1818    | Juan José González         |
| 1821    | Joaquín Goyena             |
| 1822    | José María Prosis          |
| 1823    | Simón Hinonio              |
| 1825    | José R. Ramírez            |
| 1827    | Antonio Guzmán             |
| 1828    | Genaro Oller               |
| 1836    | Andrés Degal               |
| 1836    | Agustín Rosario            |
| 1840    | Francisco Hiques           |
| 1844    | Martínez Díaz              |
| 1848    | Tomás Cátla                |
| 1849    | Andrés Vega                |
| 1852    | Justo García               |
| 1856    | José Tomás Sagarra         |
| 1857    | Manuel Manzano             |
| 1859    | Juan Floret                |
| 1859    | José Francisco Chiques     |
| 1862    | Segundo de Echeverte       |
| 1862    | José de Murgas             |
| 1869    | Juan J. Caro               |
| 1873    | Benito Gómez               |
| 1874    | Manuel Millones            |
| 1876    | José Otero                 |
| 1891    | Juan Díaz de Barrio        |
| 1914    | José Ramón                 |
| 1914    | José Carazo                |
| 1919    | Narciso Vall-llobera Feliú |
| 1924    | Zenón Díaz Valcárcel       |
| 1936    | Dolores Valdivieso         |
| 1944    | Augosto Rivera             |
| 1948    | Jorge Gavillán Fuentes     |
| 1956    | Juan Román                 |

| Elección | Alcalde | Alcalde                          | Partido                           | Escaños por partido | Escaños por partido | Escaños por partido | Total  | Fuente |
| -------- | ------- | -------------------------------- | --------------------------------- | ------------------- | ------------------- | ------------------- | ------ | ------ |
| Elección | Alcalde | Alcalde                          | Partido                           | PIP                 | PPD                 | PNP                 | Total  | Fuente |
| 1960     |         | Juan Román                       | PPD                               | 1                   | 11                  | 2                   | 14     | [ 6 ]  |
| 1964     |         | José Rosario Reyes               | PPD                               | 1                   | 11                  | 2                   | 14     | [ 7 ]  |
| 1968     |         | Santos Rivera Pérez (hasta 1979) | PNP                               | 1                   | 2                   | 11                  | 14     | [ 8 ]  |
| 1972     | 1       | Santos Rivera Pérez (hasta 1979) | PNP                               | 2                   | 13                  | 16                  | [ 9 ]  |        |
| 1976     | 1       | Santos Rivera Pérez (hasta 1979) | PNP                               | 2                   | 13                  | 16                  | [ 10 ] |        |
| 1976     | 1       |                                  | Alejandro Cruz Ortiz (1979-1993)  | 2                   | 13                  | 16                  | PNP    |        |
| 1980     | PNP     | 1                                | Alejandro Cruz Ortiz (1979-1993)  | 2                   | 13                  | 16                  | [ 11 ] |        |
| 1984     | PNP     | 1                                | Alejandro Cruz Ortiz (1979-1993)  | 2                   | 13                  | 16                  | [ 12 ] |        |
| 1988     | PNP     | 1                                | Alejandro Cruz Ortiz (1979-1993)  | 2                   | 13                  | 16                  | [ 13 ] |        |
| 1992     | PNP     | 1                                | Alejandro Cruz Ortiz (1979-1993)  | 2                   | 13                  | 16                  | [ 14 ] |        |
| 1992     |         | 1                                | Héctor O'Neill García (1993-2017) | 2                   | 13                  | 16                  | PNP    |        |
| 1996     | PNP     | 1                                | Héctor O'Neill García (1993-2017) | 2                   | 13                  | 16                  | [ 15 ] |        |
| 2000     | PNP     | 1                                | Héctor O'Neill García (1993-2017) | 2                   | 13                  | 16                  | [ 16 ] |        |
| 2004     | PNP     | 1                                | Héctor O'Neill García (1993-2017) | 2                   | 13                  | 16                  | [ 17 ] |        |
| 2008     | PNP     | 1                                | Héctor O'Neill García (1993-2017) | 2                   | 13                  | 16                  | [ 18 ] |        |
| 2012     | PNP     | 1                                | Héctor O'Neill García (1993-2017) | 2                   | 13                  | 16                  | [ 19 ] |        |
| 2016     | PNP     | 1                                | Héctor O'Neill García (1993-2017) | 2                   | 13                  | 16                  | [ 20 ] |        |
| 2016     |         | 1                                | Angel Pérez Otero (2017-2021)     | 2                   | 13                  | 16                  | PNP    |        |
| 2020     | PNP     | 1                                | Angel Pérez Otero (2017-2021)     | 2                   | 13                  | 16                  | [ 21 ] |        |
| 2020     |         | 1                                | Edward O'Neill Rosa (desde 2021)  | 2                   | 13                  | 16                  | PNP    |        |

## Transporte

### Autobús
Guaynabo cuenta con servicio de trolleys. También cuenta con un sistema de autobuses provisto por la Autoridad Metropolitana de Autobuses (AMA), que cubre toda el área metropolitana de San Juan y pueblos limítrofes. El sistema de autobuses y trolleys es eficiente, las paradas se encuentran estratégicamente ubicadas. El barrio donde reside el alcalde de Guaynabo, y otros barrios como Camarones-Carretera 169, Camarones Centro, Mamey, Sonadora, entre otros, tiene el mejor transporte de todo Puerto Rico. Los conductores de estos «trolleys» ven a la gente esperando por transporte público para el casco del pueblo y rápidamente les ofrecen servicio.

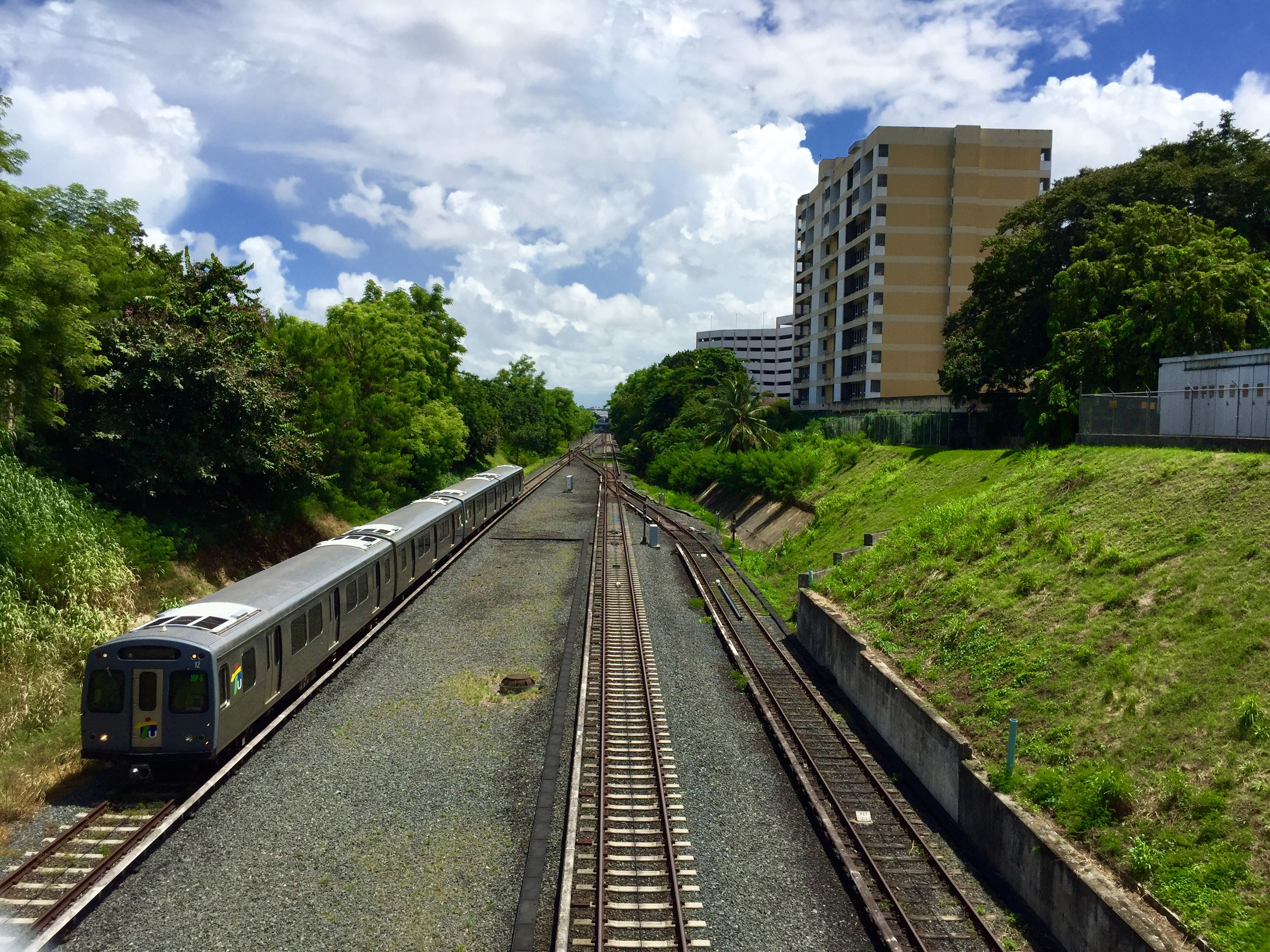
El Tren Urbano aproximándose a la estación Martínez Nadal

### Metro
Cuenta, además, con dos estaciones del sistema de Tren Urbano, las estaciones Martínez Nadal y Torrimar, y se extiende desde la ciudad de Bayamón hasta San Juan. 

## Economía
Según datos del Censo Federal de Estados Unidos, Guaynabo es el pueblo con el ingreso per cápita más alto en Puerto Rico.
Iberia Líneas Aéreas de España S.A. gestiona una oficina en Guaynabo.

## Deporte
Es, también, un suburbio que ha ganado varios campeonatos y subcampeonatos. Luego la franquicia desaparece y tiempo más tarde reaparecen y se conocen como los Conquistadores. Estos juegan en el Coliseo Mario «Quijote» Morales en honor a quien jugó con los Mets por varios años. A este coliseo se le conocía anteriormente como el Mets Pavilion. El voleibol femenino es bastante popular y seguido por sus fanáticos.

## Comunicaciones
Televisión: Cuenta con dos emisoras de televisión: Univisión Puerto Rico y Wapa TV. En lo que respecta el servicio de televisión por cable, el mismo lo ofrece la compañía OneLink. Varias otras compañías proveen servicio de satélite como DirectTV y Dish Network.

Además cuenta con 5 emisoras de radio de FM: La Mega 106.9, Estereo tempo, Zeta93, Romance96 y La Nueva94.
También en Guaynabo están ubicados los periódicos Primera Hora, El Nuevo Día, Índice y Metro. 

## Turismo

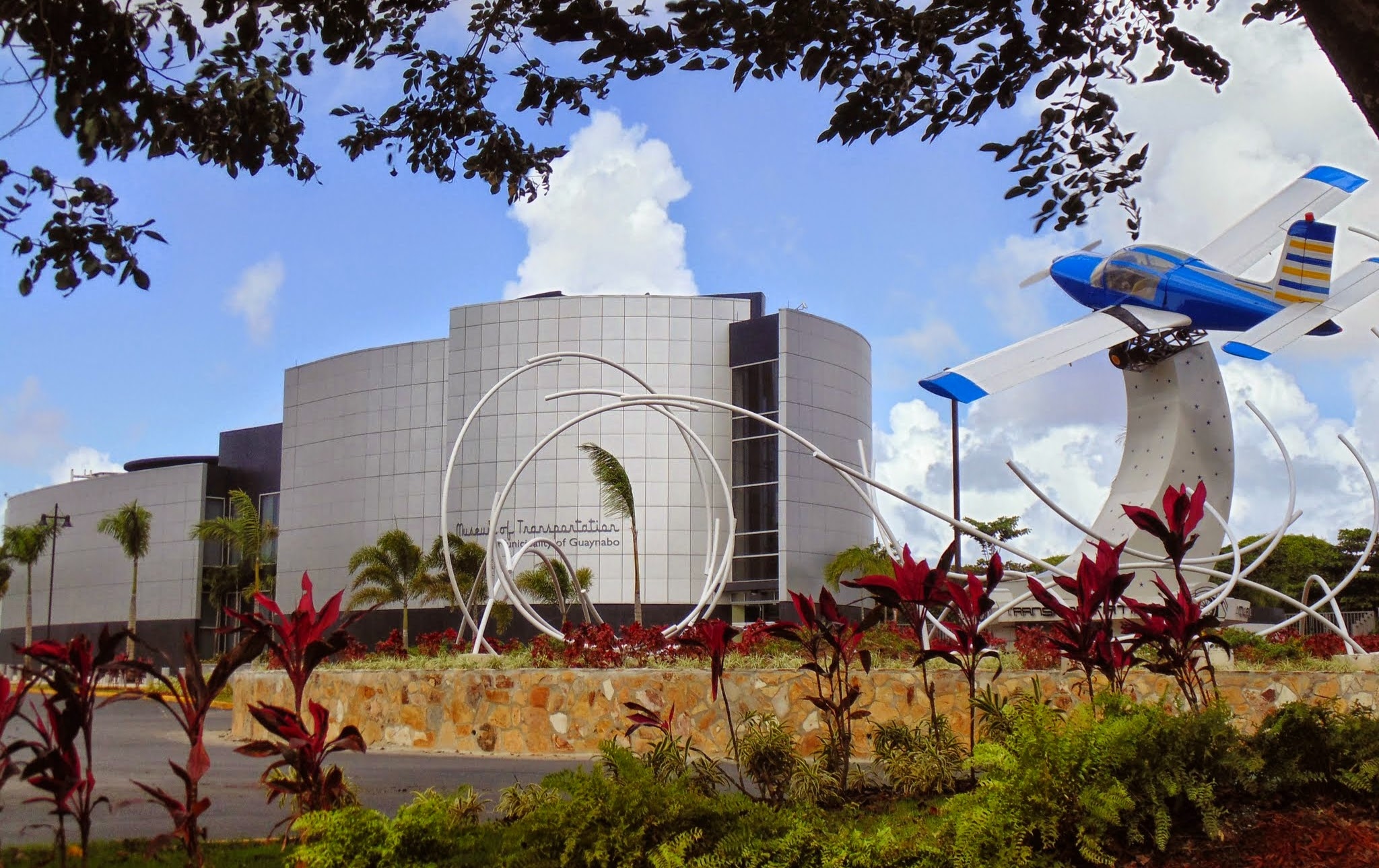
Museo del Transporte

En Guaynabo, específicamente en el barrio Pueblo Viejo, se encuentran las Ruinas de Caparra (1509) primer asentamiento español y primera capital de Puerto Rico, fundada por el conquistador Juan Ponce de León. El Bosque Forestal la Marquesa se encuentra en el Barrio Sonadora, y el Barrio Mamey tiene el Mirador Gavillán, desde donde puede ver una impresionante vista del área de San Juan. El Museo del Deporte de Puerto Rico, el más completo del Caribe, se encuentra en el Barrio Frailes, y en el Barrio Santa Rosa se encuentra la granja educativa Villa Campestre. En el Barrio Pueblo se encuentra la Iglesia San Pedro Mártir de Verona, una de las más antiguas de Puerto Rico, construida entre finales del siglo XVIII y principios del siglo XIX. Muy cerca de la iglesia se encuentran la antigua casa alcaldía, próxima a convertirse en el museo de historia del pueblo, la Plaza de los Artistas, y la Concha Acústica. El municipio también cuenta con el Museo del Transporte (Museum of Transportation). Guaynabo no cuenta con un balneario, aunque comparte la Bahía de San Juan con San Juan y el municipio de Cataño. Guaynabo es sede de importantes festivales culturales como El Carnaval Mabó, el Encendido de la Navidad, el Festival de Bomba y Plena del Barrio Amelia, y DanzAfrica, evento dedicado a los ritmos africanos.

## Educación

### Universidades
- Atlantic University
- Universidad de Phoenix

### Escuelas de la fin de semana
La Japanese Language School of Puerto Rico (プエルトリコ補習授業校 Puerutoriko Hoshū Jugyō Kō), un instituto complementario japonés a tiempo parcial (補習授業校 Hoshū jugyō kō?), tenía sus clases en Guaynabo. Se cerró permanentemente en el marzo de 2006.

## Hermanamiento
- Albolote, España